# Quận Gilliam, Oregon
Quận Gilliam là một quận nằm trong tiểu bang Oregon. Năm 2000, dân số là 1.915. Quận được thành lập năm 1885 và tên được đặt theo tên của Cornelius Gilliam là tư lệnh của các lực lượng quân sự của chính quyền lâm thời Oregon sau vụ Thảm sát Whitman. Quận lỵ của quận là Condon.

## Địa lý
Theo Cục Điều tra Dân số Hoa Kỳ, quận có tổng diện tích là 3.167 km² (1.223 mi²). Trong số đó có 3.119 km² (1.204 mi²) là đất và 49 km² (19 mi²) hay 1,53% là nước.

### Các quận giáp ranh
- Quận Sherman, Oregon - tây
- Quận Wasco, Oregon - tây nam
- Quận Wheeler, Oregon - nam
- Quận Morrow, Oregon - đông
- Quận Klickitat, Washington - bắc

## Lịch sử
Nhiều năm, người bản thổ châu Mỹ đã đi lại trên vùng này qua các con đường mòn bị dẩm dấu để đến những vùng đánh bắt cá, săn bắn, và mua bán. Nhiều trong số các con đường mòn vẫn còn dấu vết ngày nay. Những người đầu tiên không phải người bản thổ trong vùng là người Mỹ theo Đường mòn Oregon đến Thung lũng Willamette. Vào cuối thế kỷ 19, những người định cư từ miền trung tây và miền đông Hoa Kỳ và châu Âu đến và ở lại xây nông trại và cộng đồng. Nhiều người định cư cũng là một phần của những người đã từng định cư trước đây ở Thung lũng Willamette và họ bắt đầu quay trở lại với số lượng đông hơn những nhóm người khác.
Lập pháp Oregon thành lập Quận Gilliam ngày 25 tháng 2 năm 1885 từ một phần ba phía đông của Quận Wasco sau khi cư dân phàn nàn rằng họ quá xa quận lỵ tại The Dalles. Quận lỵ đầu tiên là ở Alkali, hiên nay là Arlington. Câu hỏi về một quận lỵ được đưa ra trong ky bầu cử năm 1886, 1888, và lần nữa vào năm 1890 và các cử tri đã chọn di chuyển quận lỵ đến Condon được người định cư xưa kia biết đến như "Summit Springs." Một khi câu hỏi về vị trí của quận lỵ đã được giải quyết thì các cử tri tại Quận Gilliam chứng tỏ do dự khi phải xây một tòa án tại Condon. Chính quyền quận phải điều hành một tòa nhà có hai phòng cho đến năm 1903 khi tòa án quận có đủ tiền để xây một tòa án mới.

## Các cộng đồng

### Các thành phố hợp nhất
- Arlington
- Condon
- Lonerock

### Các cộng đồng chưa hợp nhất
- Clem
- Mayville
- Mikkalo
- Olex